# Clubiona pantherina
Clubiona pantherina är en spindelart som beskrevs av Pater Chrysanthus 1967. Clubiona pantherina ingår i släktet Clubiona och familjen säckspindlar. Inga underarter finns listade i Catalogue of Life.